# Gabz
Gabrielly Nunes (Río de Janeiro, 29 de marzo de 1999), más conocida por su nombre artístico Gabz, es una actriz, cantante, compositora y rapera brasileña.

## Biografía
Hija de Rui Roberto Nunes y Mary Lúcia Martins Nunes, es originaria de la periferia de Río de Janeiro. Está involucrada en el medio artístico desde los seis años, pero comenzó a ganar notoriedad a partir de su slam, en un video que se volvió viral en internet, y a partir del cual lanzó algunos sencillos con énfasis en Midsummer Night y actuó en películas y telenovelas.
Gabz debutó en el cine en Xuxa en Sonho de Menina, interpretando a Thayane. Al poco tiempo interpretó a Bia, en la cuarta temporada de Teca na TV. En 2008 interpretó a Gracinha en el remake de Ciranda de Pedra, y un año después participó en Viver a Vida. En 2018 volvió a la televisión; interpretó a Júlia en Ana e Vitória y a Gisele en Tudo por um Popstar. Además, lanzó tres sencillos, "Do Batuque ao Bass", "O Baile é Nosso" y "Bota a Cara". En 2019, lanzó el sencillo "Nada Vai nos Parar" con la participación de Baco Exu do Blues y "Summer Night". Interpretó a Jaqueline en la vigésima séptima temporada de Malhação.
El 13 de octubre comenzó a grabar su primera comedia romántica ´Um Ano Inesquecível- Outono´´ dirigida por Lázaro Ramos para Prime Video.
Ella es abiertamente bisexual.

## Filmografía

### Televisión
| Año       | Título                       | Personaje                 | Notas                        |
| --------- | ---------------------------- | ------------------------- | ---------------------------- |
| 2007-2009 | Teca na TV                   | Bia                       | Temporada 4                  |
| 2008      | Ciranda de Pedra             | María da Graça (Gracinha) |                              |
| 2009      | Viver a Vida                 | Elena (joven)             |                              |
| 2019      | Malhação: Toda Forma de Amar | Jaqueline Pereira (Jaque) | Temporada 27                 |
| 2022      | Temporada de Verão           | Yasmin                    | Principal - Serie de Netflix |
| 2024      | Mania de Você                | Viola                     |                              |

### Cine
| Año  | Título                  | Personaje | Notas |
| ---- | ----------------------- | --------- | ----- |
| 2007 | Xuxa em Sonho de Menina | Thayane   |       |
| 2018 | Ana e Vitória           | Júlia     |       |
| 2018 | Tudo por um Popstar     | Gisele    |       |
| 2021 | Me Sinto Bem Com Você   | Giovanna  |       |

## Discografía
- 2018ː "Do Batuque ao Bass"
- 2018ː "Bota a Cara"
- 2018ː "O Baile é Nosso"
- 2019ː "Nada Vai nos Parar" (ft. Baco Exu do Blues)
- 2019ː "Noite de Verão"
- 2020ː "Pele"
- 2020ː "Insegurança"